# Zhao Yong
Zhao Yong (traditioneel Chinees: 趙雍; 1289–ca. 1360) was een Chinees kunstschilder, dichter, kalligraaf en literator uit de Yuan-periode. Zijn omgangsnaam was Zhongmu (仲穆).
Zhao was een inwoner van Wuxing, het huidige Huzhou in de provincie Zhejiang. Hij was een nazaat van het Huis Zhao van de Song-dynastie. Zijn ouders, Zhao Mengfu (1254–1322) en Guan Daosheng (1262–1319), waren gerenommeerde kunstschilders. Met de hulp van zijn vader kreeg Zhao een hoge ambtelijke functie.
Zhao was een veelzijdige kunstschilder. In navolging van zijn moeder bekwaamde hij zich in bamboeschilderingen. Zijn shan shui-landschappen schilderde hij in de stijl van Li Cheng (919–967) en Dong Yuan (ca. 934–ca. 962). Ook was Zhao bekend om zijn portretten, vogel- en bloemschilderingen en afbeeldingen van gezadelde paarden.

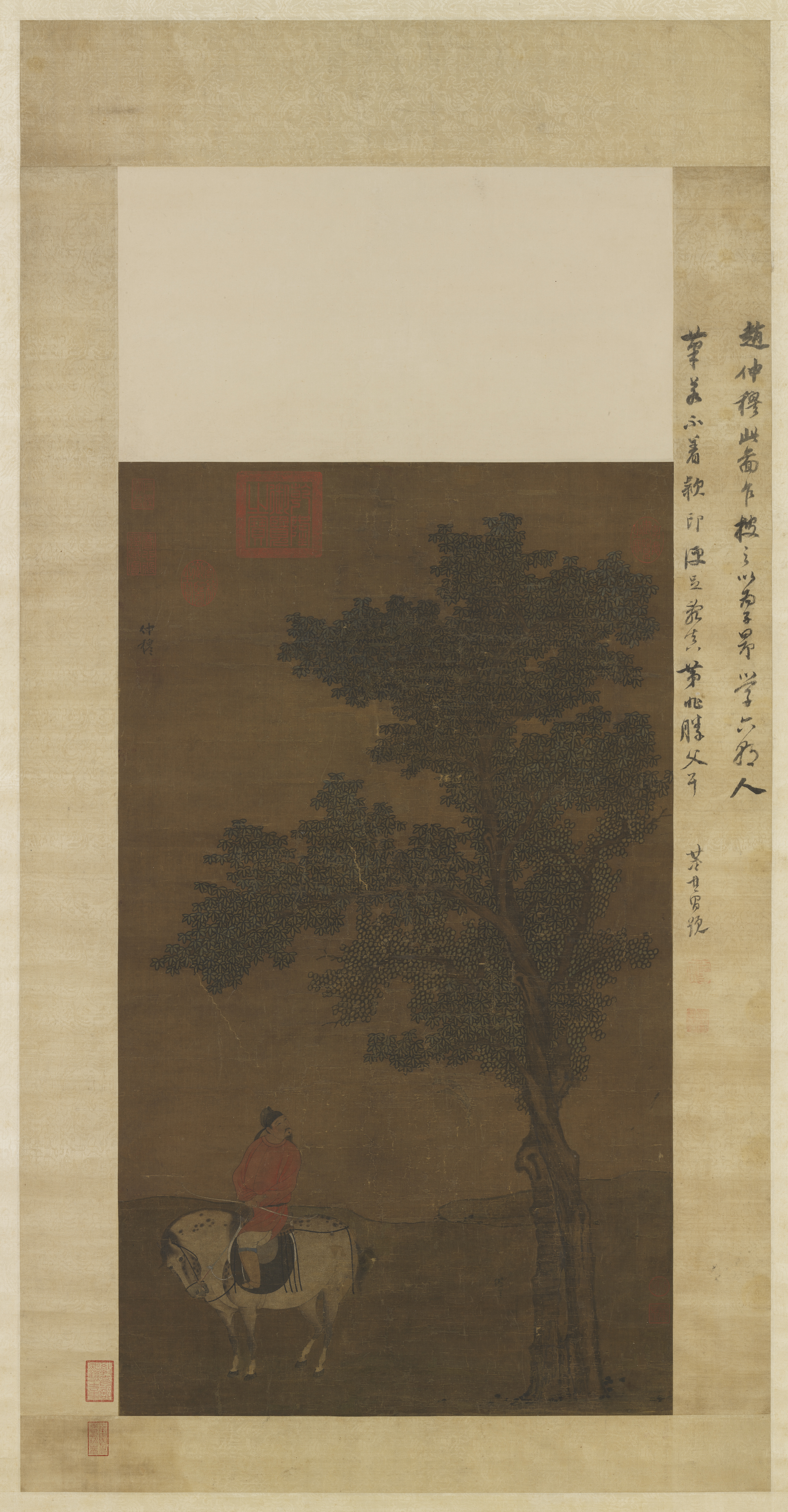
Een rit in de lente
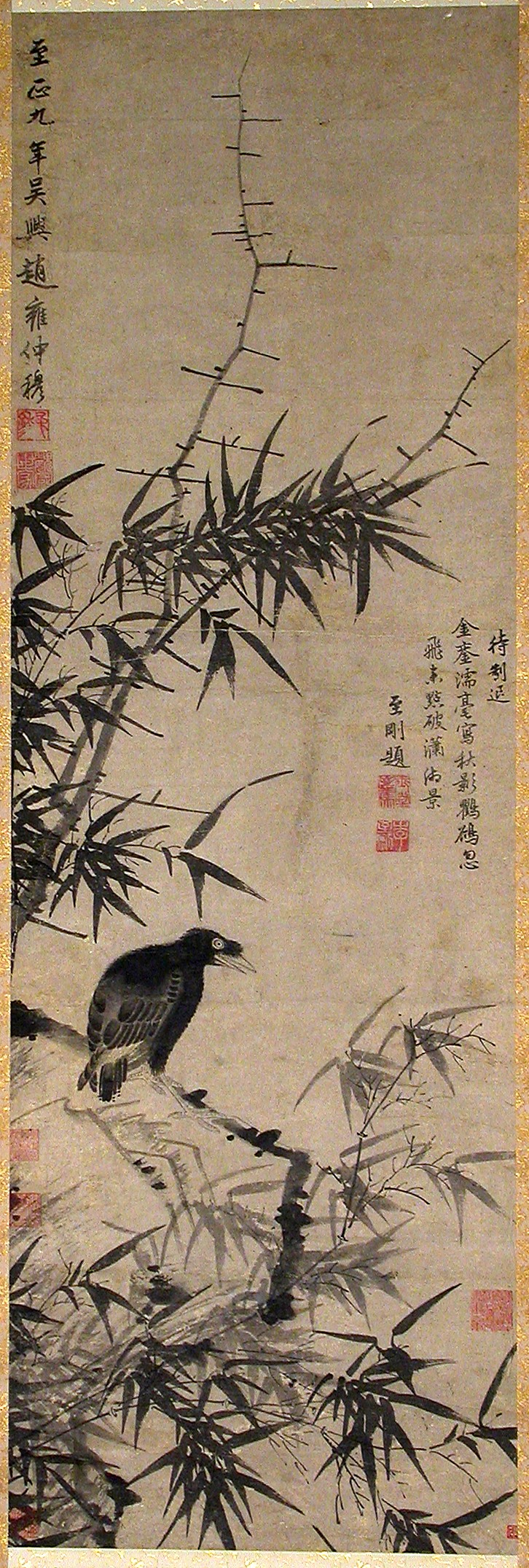
Treurmaina en bamboe
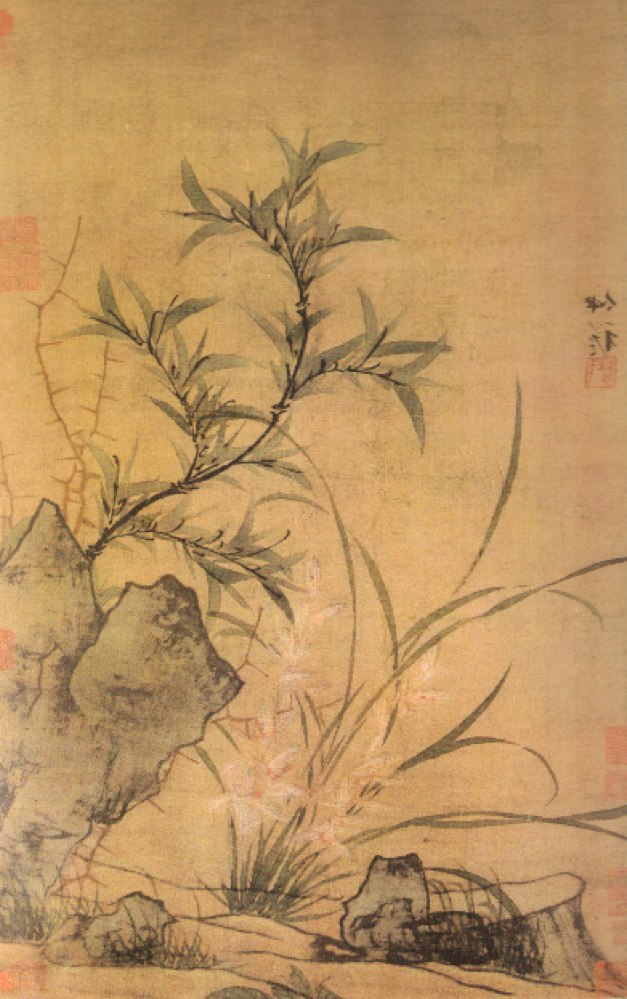
Orchideeën en bamboe
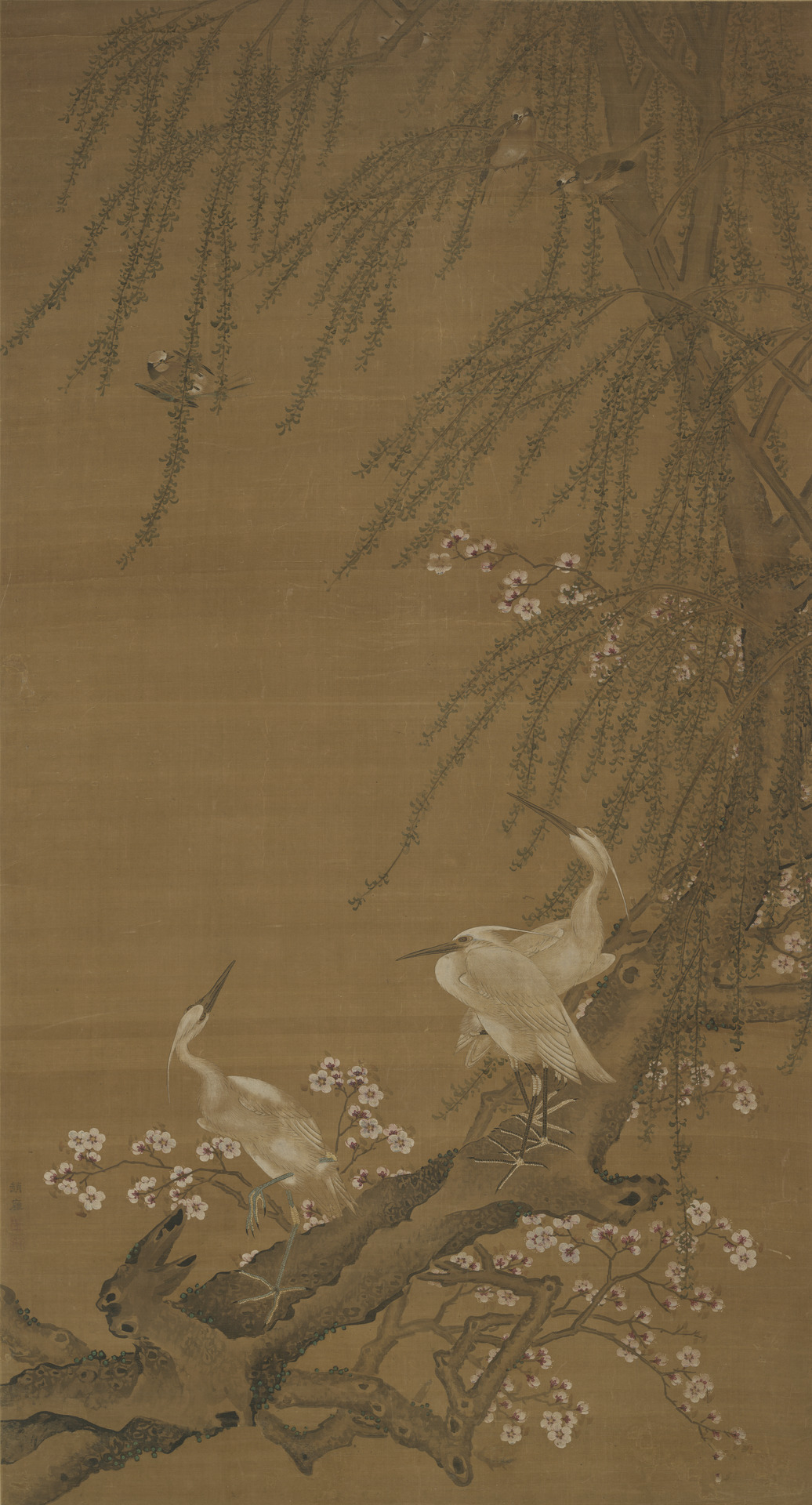
Zilverreigers, kleine vogels, wilgen en perzikbloesem

- KulturNav: 8c4d8144-4bde-4fd1-9d37-b6ced50bf271
- RKD-Nederlands Instituut voor Kunstgeschiedenis: 447534
- Union List of Artist Names: 500331828
- Virtual International Authority File: 309814253